# Neomelambrotus densinervis
Neomelambrotus densinervis är en insektsart som beskrevs av Bo Tjeder 1992. Neomelambrotus densinervis ingår i släktet Neomelambrotus och familjen fjärilsländor. Inga underarter finns listade i Catalogue of Life.